# Pangkalan Brandan
Pangkalan Brandan, także Pangkalanbrandan – miasto w Indonezji na wyspie Sumatra w prowincji Sumatra Północna, w kabupatenie Langkat; 40 tys. mieszkańców.